# Raven blickt durch
Raven blickt durch (Originaltitel: That’s So Raven) ist eine US-amerikanische Sitcom, die von 2002 bis 2006 vom Disney Channel produziert wurde. Sie umfasst 100 Folgen in 4 Staffeln. In Deutschland lief die Serie von 2003 bis 2013 auf dem Disney Channel und von 2005 bis 2006 auch auf kabel eins. Ab dem 13. Februar bis zum 11. Mai 2010 wurde die Serie auch auf Super RTL ausgestrahlt.
Die Serie spielt im selben Serienuniversum wie Hannah Montana, Hotel Zack & Cody sowie Zack & Cody an Bord, Einfach Cory, Die Zauberer vom Waverly Place, Jessie, Camp Kikiwaka, Tripp’s Rockband und Zuhause bei Raven, so dass es ab und an Gastauftritte und andere Berührungspunkte zwischen den Serien gibt, wie z. B. den Aufenthalt von Raven im Tipton Hotel.

## Inhalt
Raven Baxter ist ein Teenager und führt eigentlich ein ganz normales Leben. Jedoch unterscheidet sie sich in einer Sache von allen, und das verwundert nicht nur sie, sondern auch ihre Familie und Freunde: Sie besitzt hellseherische Fähigkeiten; leider missversteht sie ihre Visionen oft und dies hat oft fatale Folgen.

## Charaktere

### Hauptcharaktere
- Raven Lydia Baxter ist ein stylischer Teenie, der in die Zukunft sehen kann. Ihr größter Traum ist es, später Modedesignerin zu werden. In der 4. Staffel kommt sie diesem Traum ein großes Stück näher, als sie als Praktikantin bei Donna Cabanna (eine Anspielung auf Dolce & Gabbana und Donna Karan), einer weltberühmten Designerin, anfängt. Ihre Visionen hat Raven nicht unter Kontrolle. Sie kommen immer urplötzlich, manchmal auch in sehr unpassenden Augenblicken. Dass sie in die Zukunft sehen kann, wissen nur ihre besten Freunde und ihre Familie. Ihre Großmutter und Cousins vom Lande wissen aber nichts davon. Raven versucht immer wieder, die Visionen wahr werden zu lassen oder zu verhindern. Dabei gerät sie oft in schwierige Situationen. Raven wird oft nur bei ihrem Spitznamen Rae genannt. Außerdem ist sie extrem allergisch gegen Pilze. Ihr Lieblingsgetränk ist Orangensaft.

- Edward Eddie Thomas spielt für sein Leben gerne Basketball und ist Ravens bester Kumpel. Er versucht vor Ravens Visionen wegzurennen und will oft davon nichts wissen. Letztendlich landet er trotzdem immer in der Mitte des Geschehens. Seine Gedanken haben aber immer Tiefgang und er ist eigentlich recht vernünftig. Für Cory ist er ein großer Bruder.

- Chelsea Ophelia Daniels ist Ravens beste Freundin. Die beiden machen alles miteinander, verstehen es aber auch oft, sich streiten zu können. Trotzdem hat sie oft rettende Ideen, auch wenn sie deren Sinn nicht erkennt. Außerdem ist sie überzeugte Vegetarierin und sehr tierlieb.

- Cory Baxter ist meistens nur am schnellen Geld interessiert. Obwohl er haufenweise davon besitzt, will er immer mehr haben, weigert sich aber, welches auszugeben. Zu Beginn der Serie ist er in Chelsea verliebt, mit der Zeit sieht er aber ein, dass das nichts werden kann. Er leidet auch oft unter Gruppenzwang, gehört in der Schule aber trotzdem zu den Uncoolen. Sein bester Freund William ist ein großes Genie, aber noch uncooler als Cory. Seine Pläne helfen Raven auch manchmal aus der Patsche. Doch zahlt Raven dafür keinen Preis, greifen die beiden zu Corys Lieblingsbeschäftigung und ärgern Raven.

- Tanya Baxter ist die Mutter im Haus. Sie erzieht zwar streng, aber sehr gut. Sie geht mit der Zeit und ist somit immer auf dem neuesten Stand. Außerdem will sie mehr Zeit mit ihren Kindern verbringen. Früher war sie Englischlehrerin. Ab der 4. Staffel studiert sie in London Jura und ist somit nicht mehr in der Serie vertreten.

- Victor Baxter ist Koch und Ravens Vater. Er hat sein eigenes Restaurant, den Chill Grill. Er lässt sich leicht von seinem eigentlichen Ziel ablenken, findet aber durch seine Familie immer wieder auf den richtigen Weg zurück.

### Nebencharaktere
- Donna Cabanna ist eine berühmte Modedesignerin und Ravens Chefin. Ihr Name ist eine Anspielung auf Dolce & Gabbana und Donna Karan. Sie hat eine eigene persönliche Assistentin namens Tiffany, mit der Raven nicht gut klarkommt. Sie ist außerdem nicht verheiratet, hat aber einen Freund Teddy.

- Larry ist ein Freund von Cory. Er ist jüdisch und der Gitarrist der Band Cory and the Boys.

- William ist einer von Corys besten Freunden. Er liebt Enten und kann Klarinette und Keyboard spielen. Er ist außerdem sehr intelligent für sein Alter.

- Señorita Rodriguez ist die Spanischlehrerin an Ravens, Eddies und Chelseas Schule. Außerdem leitet sie mehrere Clubs wie den Drama-Club oder den Future Leaders United in Business-Club.

- Alana ist Ravens Feindin. Früher waren die beiden Freundinnen, jedoch haben sie sich auf der Grundschule zerstritten. Ihre besten Freundinnen sind Muffy und Loca. In der dritten Staffel wurde sie auf eine Militärschule geschickt, da sie so gemein war.

## Synchronisation
| Rolle           | Schauspieler           | Deutscher Sprecher                                      | Episoden |
| --------------- | ---------------------- | ------------------------------------------------------- | -------- |
| Raven Baxter    | Raven-Symoné Pearman   | Sonja Spuhl (Staffel 1–2) Julia Kaufmann (Staffel 3–4)  | 100      |
| Eddie Thomas    | Orlando Brown          | Tobias Müller                                           | 99       |
| Chelsea Daniels | Anneliese van der Pol  | Marie Bierstedt (Staffel 1) Susanne Geier (Staffel 2–4) | 97       |
| Cory Baxter     | Kyle Massey            | David Hellwig (Staffel 1–3) David Turba (Staffel 4)     | 100      |
| Tanya Baxter    | T'Keyah Crystal Keymáh | Arianne Borbach                                         | 66       |
| Victor Baxter   | Rondell Sheridan       | Bernd Schramm (Staffel 1–3) Peter Reinhardt (Staffel 4) | 87       |
| Bianca          | Erica Rivera           | Sarah Riedel                                            | 2        |
| William         | Frankie Ryan Manriquez | Patrick Baehr Nils Zachler                              | 16       |

## Einfach Cory
Nach dem Erfolg der 4. Staffel von Raven blickt durch produzierte der Disney Channel eine neue Serie: Einfach Cory (Cory in the House). Ravens Bruder Cory und ihr Vater Victor ziehen in das Weiße Haus, wo Victor als Chefkoch arbeitet. In einer Folge kommt Raven als Gast vor, sonst wird sie nur erwähnt, taucht aber nie als Person auf.

## Zuhause bei Raven
Am 27. Oktober 2016 wurde angekündigt, dass Raven-Symoné Pearman an einem zweiten Spin Off der Original Serie arbeitet. Im November 2016 wurde außerdem bekannt gegeben, dass Anneliese van der Pol weiterhin die Rolle der Chelsea Daniels verkörpern wird. Zuhause bei Raven feierte ihre Premiere am 21. Juli 2017 auf dem US-amerikanischen Disney Channel. Die deutsche Erstausstrahlung folgte am 24. März 2020 auf Disney+.

## DVDs
Zu Raven blickt durch wurden folgende DVDs produziert:
| Originaltitel                              | Deutscher Titel                                        | Erscheinungsdatum (DE) |
| ------------------------------------------ | ------------------------------------------------------ | ---------------------- |
| That’s So Raven – Supernaturally Stylish   | Raven blickt durch, Vol. 1 – Umwerfend Stylish!        | 22. September 2005     |
| That’s So Raven – Disguise The Limit       | Raven blickt durch, Vol. 2 – Meisterin der Verkleidung | 22. September 2005     |
| Disney Channel Holiday                     | keine Deutsche Fassung                                 | -                      |
| That’s So Raven – Raven’s House Party      | keine Deutsche Fassung                                 | -                      |
| That’s So Raven – Raven’s Makeover Madness | keine Deutsche Fassung                                 | -                      |
| Hannah Montana: One In A Million           | keine Deutsche Fassung                                 | -                      |
| That’s So Suite Life of Hannah Montana     | keine Deutsche Fassung                                 | -                      |